# Me 261 (航空機)
メッサーシュミット Me 261
メッサーシュミット Me 261 V2
- 用途：長距離偵察機
- 製造者：メッサーシュミット
- 運用者：ドイツ空軍
- 初飛行：1940年12月23日
- 生産数：3機
- 運用状況：試作のみ

メッサーシュミット Me 261 アドルフィーネ（Adolfine）は、1930年代末にメッサーシュミット社で長距離洋上偵察機として設計された、一回り小型のメッサーシュミット Bf110と同一レイアウトの航空機である。量産には入らなかった。

## 開発
1937年にメッサーシュミット社は、Bf 110双発 重戦闘機を基礎にした長距離偵察機の研究（Projekt P. 1062）を開始した。この機は細長い胴体と主翼に2基のエンジンが配されていた。ドイツ航空省は、本機が長距離飛行の世界記録を樹立できる可能性を確信した時点でこの開発プロジェクトを承認し「261」という番号を付与した。
ドイツのガルミッシュ＝パルテンキルヒェン（1936年冬季オリンピックの開催地）から東京オリンピック （第二次世界大戦により中止）の開かれる日本の東京へ聖火を運ぶためにMe 261を使用する計画があり、この飛行は無着陸飛行の世界記録になるはずであった。設計初期の段階でこの計画はアドルフ・ヒトラーを魅惑してしまい、それに配慮してMe 261は非公式に「アドルフィーネ」と命名された。

## 設計
Me 261は当時としては先進的な機構を幾つか取り入れていた。1本桁の全金属製主翼は内部に燃料タンクを収納するように設計され、付け根部分の厚みは胴体の高さとほぼ同じであった（翼のほうが僅かに薄い）。胴体の断面は実質長方形で、2名の操縦士、通信士、航法士、機関士の計5名分のスペースがあった。
動力はDB 606として知られるものを2基搭載していた。これはハインケル He 177用に開発されたエンジンで、ダイムラー・ベンツ DB 6012基を1つに組み合わせたものである。各組は2,700 hpを発生し、共通の変速機を通して可変ピッチプロペラを駆動した。
降着装置は大直径の2つの主車輪を持った尾輪式で、この大きな車輪は整地の不十分な草地の滑走路で機体が沈み込むのを防いだ。

## 試作機
3機の試作機の製造は1939年の春にメッサーシュミット社のアウクスブルク工場で始まったが、戦争が間もなく勃発しそうな情勢下のため進捗は遅く、結局1940年の東京オリンピックはキャンセルされた。最終的に長距離偵察機というMe 261の元々の設計は忘れられ、戦略的に価値無しとされて開発プロジェクトはほぼ放棄されるところであった。
しかし、航空省はMe 261を長距離運航の評価用機体として有益であると考え、1940年の夏に組み立て作業を再開した。
Me 261 V1
Me 261 V1は1940年12月23日にメッサーシュミット社のテストパイロットのカール・バウアー（Karl Baur）の操縦で初飛行した。ウィリー・メッサーシュミットは1941年の初めにエルンスト・ウーデットへ宛てた初飛行の結果についての書簡の中でMe 261の航続距離は20,000kmを越えるだろうと述べた。DB 606 エンジンは、ハインケル He 177の様な、既に量産に入っている機種用の需要にほとんどが充てられたため、本機にDB 606 エンジンを使用するという決断は問題であった。Me 261 V1は1944年にレッヒフェルト（Lechfeld）で連合国軍の爆撃で大きな損傷を受け、最終的にスクラップにされた。
Me 261 V2
Me 261 V2は1941年初めに初飛行した。この時点でMe 261は公式に長距離洋上偵察機とみなされていた。メッサーシュミットは、本機の持つ主翼は燃料を搭載するように考慮されており、武装を施せないことが分かっていたので、2機の試作機は1943年まで長距離飛行のテストに使用された。1機あるいは2機共にニューヨークへプロパガンダ用のビラ撒きに行かせるという提案がなされたが、構想以上のものにはならなかった。Me 261 V2はV1と同じ攻撃で損傷し、後にV1と同様にスクラップにされた。
Me 261 V3
V3は2基のDB 610 エンジン（もう一つの双子型エンジン）を搭載している点で前の2機と異なっており、更にもう2名分の搭乗スペースが設けられていた。Me 261 V3は1943年初めに初飛行し、一連の長距離飛行テストの中でも最高距離を飛行した。1943年4月16日にMe 261 V3はカール・バウアーの操縦で10時間に渡り4,500kmを飛行し、戦時下のために非公認ながらも滞空飛行記録を樹立した。1943年7月にMe 261 V3は着陸時に油圧系統の故障を起こし修理のためにオラニエンブルクへ運ばれ、修理後はドイツ空軍の偵察部隊のために幾度かの長距離飛行任務に使用された。Me 261 V3が最終的にどうなったかは不明。

## 要目
(Me 261 V3)
- 乗員：7名

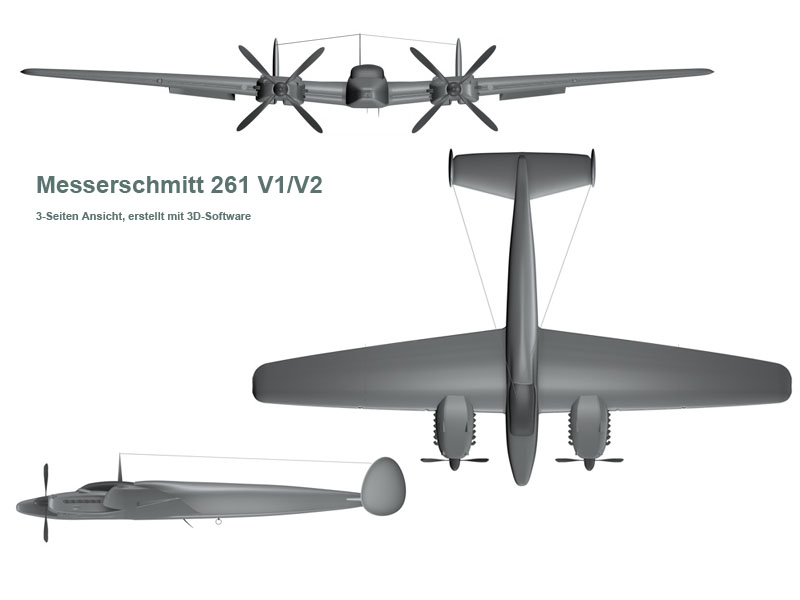
Me 261

- 全長：16.68 m (54 ft 8+3⁄4 in)
- 全幅：26.86 m (88 ft 1+3⁄4 in)
- 全高：4.71 m (15 ft 5+3⁄4 in)
- 空虚重量：
- 全備重量：
- エンジン：2 × ダイムラー・ベンツ DB 610A/B 24気筒 倒立V型 エンジン 2,200 kW (2,950 hp)
- 最大速度：620 km/h at 3,000 m (385 mph at 9,840 ft)
- 巡航高度：8,260 m (27,100 ft)
- 航続距離：11,024 km (6,850 miles)

- 武装：無し